# Cisco Systems

Vecchio logo della Cisco Systems (usato fino al 2006)

Cisco Systems Inc., comunemente nota come Cisco, è una azienda multinazionale statunitense specializzata nella fornitura di apparati di networking.

## Storia
Nasce nel dicembre 1984 a San Francisco, California, da Leonard Bosack, responsabile dei computer del dipartimento di informatica della Stanford University, e da sua moglie Sandy Lerner, che gestiva i computer della Graduate School of Business. Bosack, che continua a lavorare a Stanford insieme a Kirk Lougheed, si focalizza sulla produzione di router basandosi moltissimo sul software dell'università, al punto che nel luglio 1986 è costretto a dimettersi con molte polemiche.
Nel 1987, comunque, Stanford concede in licenza il software del router e due schede informatiche. Il primo team della società, chiamata Cisco dal nome della città di San Francisco (il logo rappresenta le due torri del Golden Gate Bridge), è formato da Bosack, dalla moglie, da Lougheed, da un programmatore, Greg Satz, e da un responsabile delle vendite, Richard Troiano. Il primo Ceo dell'azienda è Bille Graves, dal 1987 al 1988, quando viene sostituito da John Morgridge.
Il 16 febbraio 1990 Cisco Systems diventa pubblica (con una capitalizzazione di mercato di 224 milioni di dollari) ed è quotata al NASDAQ. Sei mesi più tardi, il 28 agosto 1990, Sandy Lerner viene licenziata e il marito, Leonard Bosack, si dimette in segno di protesta. Buonuscita per i due di 170 milioni di dollari, il 70% dei quali devoluto alla propria organizzazione di beneficenza.
Nel luglio 2015 John Chambers, alla guida dell'azienda per vent'anni dal 1995, lascia l'incarico di CEO a Chuck Robbins, mantenendo il ruolo di presidente esecutivo. Due anni e mezzo più tardi, nel dicembre 2017, si dimette anche da quell'incarico, che viene assunto da Robbins.
Dal 2019 Cisco collabora con l'operatore telefonico Iliad Italia per la realizzazione della rete proprietaria di quest'ultimo.

## Prodotti
Cisco produce apparati per il funzionamento delle reti LAN, MAN, WAN e VLAN e il sistema operativo IOS che le pilota. Nell'ottica della fornitura di soluzioni complete, Cisco è entrata anche nel mercato della sicurezza, con Firewall e VPN, in quello della telefonia con IP Telephony, dell'archiviazione con Storage Area Network (SAN), e del computing su piattaforma x86.
L'azienda ha inoltre sviluppato un programma mondiale di formazione, chiamato Cisco Networking Academy Program, che permette agli studenti di imparare a progettare, realizzare e mantenere reti in grado di supportare organizzazioni nazionali e globali, tramite una piattaforma di e-learning.

## Sicurezza
Nel 2014, The Guardian ha rivelato che la NSA intercetta della merce Cisco destinata all'esportazione per integrare degli spyware e backdoor all'insaputa del costruttore. Dei router, server e altri dispositivi di rete sono implicati. Cisco ha dichiarato di non partecipare in nessuna maniera all'indebolimento dei suoi prodotti. Tuttavia, una foto proveniente dai documenti di Edward Snowden mostrano un pacco Cisco essere aperto da quattro dipendenti.

## Certificazioni industriali
Esistono 5 livelli di certificazione: Entry, Associate, Professional, Expert e Architect.
- Entry Level
  - CCENT (Cisco Certified Entry Networking Technician)
- Associate
  - CCNA (Cisco Certified Network Associate)
    - CCNA Security
    - CCNA Voice
    - CCNA Wireless
    - CCNA SP Operations

  - CCDA (Cisco Certified Design Associate)
- Professional
  - CCNP (Cisco Certified Network Professional)
  - CCDP (Cisco Certified Design Professional)
  - CCIP (Cisco Certified Internetwork Professional)
  - CCNP Security (Cisco Certified Network Professional-Security) precedentemente noto come CCSP (Cisco Certified Security Professional)
  - CCNP Voice (Cisco Certified Network Professional Voice) precedentemente noto come CCVP (Cisco Certified Voice Professional)
- Expert
  - CCIE (Cisco Certified Internetwork Expert)
  - CCDE (Cisco Certified Design Expert)
- Architect
  - CCAr (Cisco Certified Architect)

I 7 differenti percorsi e specializzazioni:
- Routing e Switching
- Design
- Network Security
- Wireless
- Service provider
- Storage Networking
- Voice

## CCNA
La Cisco Certified Network Associated (CCNA) è la certificazione di primo livello rilasciata da Cisco Systems a chi intende operare professionalmente su reti Cisco. L'esame per la CCNA richiede conoscenze di base su networking, routing (RIP, OSPF, EIGRP), switching (ARP, STP), redundancy protocol (HSRP,VRRP, GLBP) e sui protocolli utilizzati nelle reti LAN (ethernet) e WAN (in particolare PPP, Frame Relay). È presente anche una sezione riguardo all'IPv6.

## Cisco Users Group
Alcuni anni fa Cisco Press, sinergia tra Cisco Systems e Pearson Education, ha lanciato un programma ufficiale per i Cisco Users Group.